# Nu'usafe'e
Nu'usafe'e in een onbewoond eiland 1,5 km ten zuiden van het dorp Poutasi, op het eiland Upolu, Samoa. Het eiland heeft een oppervlakte van 0.02 km² en een omtrek van 500 m.